# Hermann Fischer (Mediziner, 1883)
Hermann Heinrich Christian Fischer (* 22. März 1883 in Coburg; † 8. April 1959 in Düsseldorf) war ein deutscher Mediziner und Standortarzt im Konzentrationslager Flossenbürg.

## Leben
Hermann Fischer wurde in Coburg in eine Gastwirtsfamilie geboren. Er studierte Medizin an der Universität Jena und gehörte seit 1903 der Burschenschaft Arminia auf dem Burgkeller an. 1909 wurde er an der Ludwig-Maximilians-Universität München promoviert. Er wirkte als Arzt in Düsseldorf. Im Jahr 1931 trat Fischer der SS (SS-Nummer 19.251) und zum 1. Mai 1932 der NSDAP bei (Mitgliedsnummer 1.168.069). Im Zweiten Weltkrieg wirkte er zunächst als Oberstabsarzt bei der Waffen-SS. Bei der Allgemeinen SS stieg er 1939 bis zum SS-Standartenführer auf. Ab 1943 war Fischer als Arzt in mehreren Konzentrationslagern tätig: ab Herbst 1943 als erster Lagerarzt im Konzentrationslager (KZ) Bergen-Belsen und ab April 1944 als Lagerarzt im niederländischen KZ Herzogenbusch bei Vught. Im Oktober 1944 kam SS-Obersturmbannführer der Waffen-SS Fischer als Standortarzt ins KZ Flossenbürg, an dessen Evakuierung im April 1945 Richtung Dachau war er beteiligt.
Nach dem Kriegsende blieb Fischer zwei Jahre in amerikanischer Gefangenschaft und wurde daraufhin nach Holland ausgeliefert, wo er weitere zwei Jahre inhaftiert wurde. Im Anschluss daran betrieb er wie vor dem Krieg eine Arztpraxis in Düsseldorf. In dem 1955 beginnenden Strafprozess vor dem Landgericht Weiden in der Oberpfalz wurde er zu drei Jahren Haft wegen Beihilfe zum Mord in 40 Fällen verurteilt. Seine Verteidigung übernahm Alfred Seidl, der zuvor Rudolf Heß und weitere hochrangige Nationalsozialisten verteidigt hatte. Das Gericht sah es als erwiesen an, dass Fischer sich an der Tötung von angeblich unheilbar kranken Häftlingen mit Phenol-Novocain-Injektionen beteiligt habe. Obwohl Fischer die Verwerflichkeit der Tat erkannt habe, habe er sie gefördert und sei dabei heimtückisch vorgegangen. Fischer hingegen gab an, als Offizier des Ersten Weltkriegs habe er selbstverständlich die Befehle der SS-Führung ausgeführt, aber auch dagegen protestiert. Da ihm ebenso lang auch die bürgerlichen Ehrenrechte aberkannt wurden, entzogen ihm der Rektor und der Dekan der Münchner Universität 1957 auch den Doktortitel. Am 26. März 1959 wurde Fischer aus der Justizvollzugsanstalt Münster entlassen.